# Sona Velijeva
Sona Velijeva (azer. Sona Məhəmməd qızı Vəliyeva, ur. 1962 w Noraşenie) – azerbejdżańska dziennikarka i poetka. 

## Życiorys
Uzyskała tytuł doktora nauk filozoficznych na Azerbejdżańskim Państwowym Uniwersytecie Sztuki w 1984 roku. Przypisuje się jej założenie gazety „Kaspi” w 1999 roku, jednak według innego źródła dołączyła do niej dopiero w 2012 roku. Została wiceprzewodniczącą Krajowej Rady Radiofonii i Telewizji. Należy do Związku Pisarzy Azerbejdżańskich.

## Nagrody
- „Złote słowo”[4]
- „Wyższe media”[4]
- medal Azərbaycan Respublikasının əməkdar jurnalisti(inne języki) (2012)[2]

## Twórczość
Tworzyła prace naukowe, publicystkę, pisała poezję. Jej twórczości poświęcono publikację pt. Niekończące się słowo (2017). W jej poezji pojawiają się m.in. wątki z historii Azerbejdżanu.
Publikacje naukowe:
- Azerskość jako nauka literacko-estetyczna (monografia, 2002)[4]
- Rozwój narodowego ruchu państwowości a idea azerskości w okresie trwania Azerbejdżańskiej Republiki Narodowej (2003)[4]
- Siła sztuki Husejna Dżavida (2007)[4]

Książki poetyckie:
- Mój różowy świat (2002)[4]
- Arazbari (2011)[4]
- Czas minął bez uprzedzenia (2012)[6]
- Przybycie Turka (2015)[6]
- Modlitwy, miłości (2015)[6]
- Świat, w którym spotkaliśmy się z tobą (2016)[6]
- Świat jest miejscem naszych spotkań (2016)[6]
- Świat ma wymiar Stwórcy (2017[6], wyd. pol. 2019[8])

Inne publikacje:
- Droga prowadząca do światła (powieść, 2016)[6]
- Pamięć ducha (zbiór artykułów, 2017)[6]